# Licciana Nardi
Licciana Nardi település Olaszországban, Massa-Carrara megyében. Lakosainak száma 4709 fő (2023. január 1.). Licciana Nardi Bagnone, Comano, Fivizzano, Podenzana, Villafranca in Lunigiana, Aulla, Monchio delle Corti és Tresana községekkel határos.

## Népesség
A település népességének változása:
| Lakosok száma | 4912 | 4918 | 4709 |
|               | 2017 | 2018 | 2023 |